# シトクロム

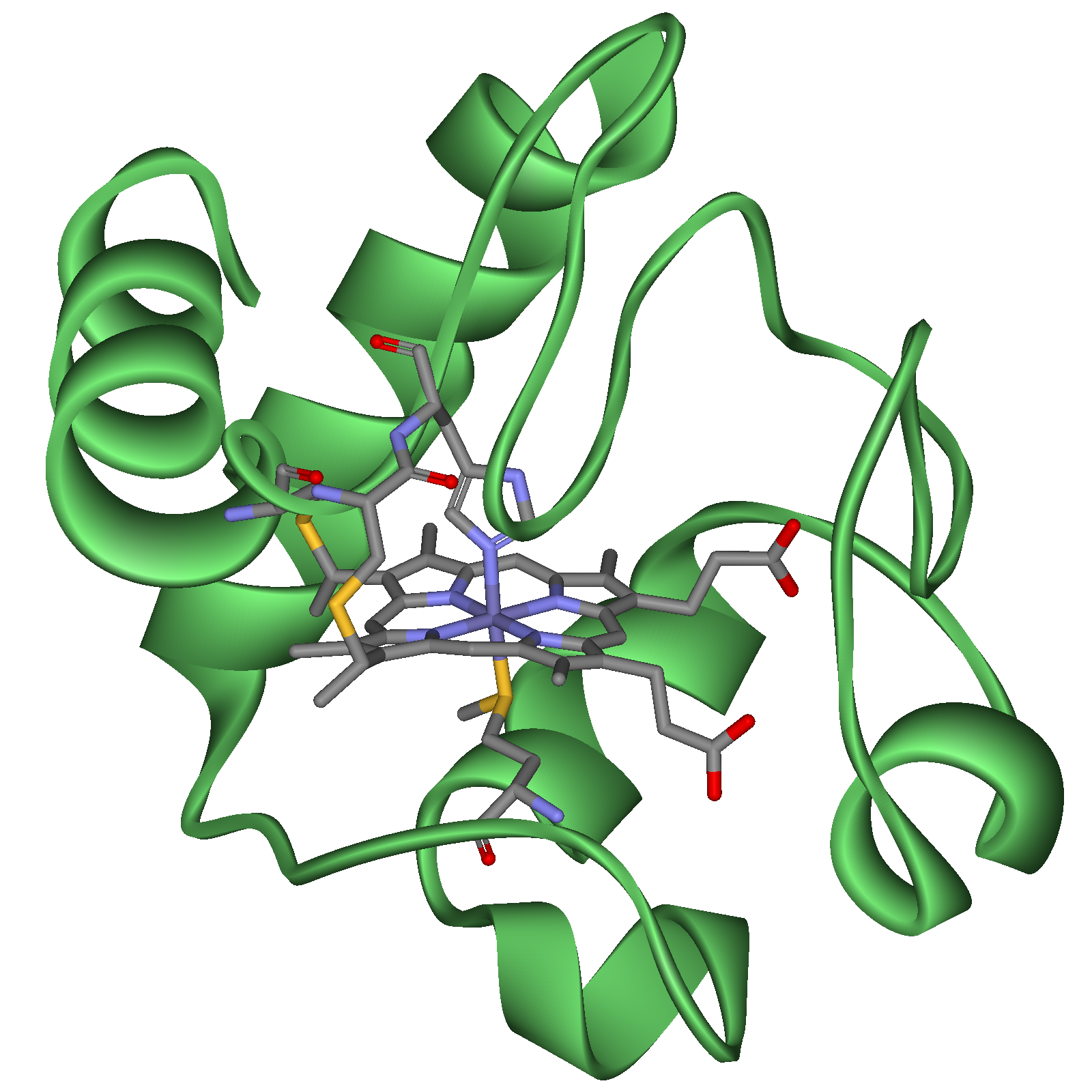
ヘムcをもつシトクロムc

シトクロム（英: cytochrome, cyt、独: Zytochrom, Cytochrom）は、酸化還元機能を持つヘム鉄を含有する、ヘムタンパク質の一種である。1886年にMacMunnによって存在が指摘され、1925年にデーヴィッド・ケイリン によるウマの胃に寄生するヒツジバエ科ウマバエ幼虫を用いた研究によって酸化還元機能を持ち好気呼吸に重要な役割を持つことが実証された。
チトクロム、チトクローム、サイトクロム、シトクロームなどと呼ばれることもある。

## 種類
シトクロムは含有しているヘムの種類によって以下の種類に分かれる。
- シトクロムa（フォルミルポルフィリン鉄）
  - シトクロムa1
  - シトクロムa3
- シトクロムb（プロトポルフィリン鉄）
  - シトクロムb2
  - シトクロムb5
  - シトクロムb559
  - シトクロムb563
- シトクロムc（メソポルフィリン誘導体鉄）
  - シトクロムc1
  - シトクロムf
- シトクロムd（ジヒドロポルフィリン鉄）

また、シトクロムP450という呼称を持つタンパク質が存在するが、モノオキシゲナーゼでありシトクロムではない。
シトクロムの名称は上記の分類のほかに、生物種名や長波長の吸収帯のnmの数で付けられることが多い。

## 所在
好気呼吸を行う生物群からまず発見されているが、現在では全生物に見つかっているといって良い（光合成を行う生物、嫌気呼吸を行う生物からも見つかっている）。16S rRNA 遺伝子の塩基配列とともに、シトクロムのアミノ酸配列も系統解析に用いられることが多い。
膜結合型シトクロムは真核生物であればミトコンドリア内膜、細胞質内膜系など膜に存在している。原核生物では細胞膜に存在する。植物など光合成を行う生物では葉緑体、色素顆粒にも存在する。また、可溶型のシトクロムも存在し、そうしたタイプでは細胞質に存在している。

## 役割
シトクロムはヘム鉄を含有しているので酸化還元電位が高く、概して電子伝達系に存在している。特に呼吸鎖複合体IIIは本体がシトクロムの複合体（シトクロムbc1複合体）であり、複合体IVではシトクロムcを酸化して電子伝達を行う。光合成においてもシトクロムb6/f複合体（呼吸鎖複合体IIIに似る）として存在し、同様に酸化還元反応に寄与している。嫌気呼吸においては硝酸還元や硫酸還元などで電子供与体として機能している。
またヘム鉄にはFe2+（還元型）とFe3+（酸化型）が存在し、これらが可逆的に変換することにより電子伝達を可能にしている。各々の酸化還元電位は様々な酸化還元電位を持つシトクロムの存在は生物体での高いエネルギー効率に寄与しているといえる。
特殊な役割として、ミトコンドリアのシトクロムcがアポトーシスに関与する（細胞質に漏れることでアポトーシスの引金を引く）ことが知られている。